# Fenylkwiknitraat
Fenylkwiknitraat is een zeer toxische organische kwikverbinding met als brutoformule C6H5HgNO3. De stof komt voor als een grijs kristallijn poeder, dat slecht oplosbaar is in water.
Fenylkwikacetaat wordt gebruikt als antisepticum, fungicide en bactericide. Handelsnamen van de stof zijn: Phenalco, Phe-Mer-Nite, Mersolite en Phermernite.

## Toxicologie en veiligheid
De stof ontleedt bij verhitting, met vorming van kwikdampen en andere giftige dampen (stikstofoxiden).
De stof is irriterend voor de ogen, de huid en de luchtwegen. Ze kan effecten hebben op de nieren, met als gevolg nierfalen.